# 党救活了他
《党救活了他——记抢救上钢三厂工人丘财康的经过》是1958年7月1日《人民日报》发表的通讯，作者署名为“翟文蔚”，记录了1958年上海医务人员抢救丘财康的事迹。被北京电视台改编为同名电视剧，有同名话剧。